# Birgitte Possing
Birgitte Possing (født 8. maj 1952 i Kolding) er en dansk professor og dr.phil. i komparative kulturstudier samt rådgiver om privatarkiver på Rigsarkivet.

## Uddannelse og karriere
Possing er cand.mag. i historie og etnografi fra Aarhus Universitet i 1979 og dr.phil. 1992 på Københavns Universitet på en disputats om Natalie Zahle. Hun har været leder af Kgl. Biblioteks Håndskriftafdeling, Kulturministeriets Forskningsudvalg, forskningschef for Nationalmuseet og direktør for Danmarks Humanistiske Forskningscenter. Hun er og har været medlem af et utal af udvalg og bestyrelser i kultur og videnskab i Danmark og udlandet, nu bl.a. Danmarks Grundforskningsfond.
Birgitte Possing har haft en længere karriere som leder på forskellige kultur- og forskningsinstitutioner, men vendte i 2005 tilbage til forskningen. Hun har udgivet 10 bøger og mange artikler om historie og kulturvidenskabelige metoder i dansk-, engelsk-, svensk-, norsk- og finsksprogede publikationer. Hun er prisbelønnet forfatter til flere store og små biografier og metodiske værker om biografier. Possing er internationalt anerkendt for sine teoretiske arbejder om genren og en del af flere internationale netværk om feltet (bl.a. European Network for Theory and Practice in Biography, International Association for Auto/Biographies).

## Udgivelser
Birgitte Possing har redigeret en række bøger og udgivet bl.a.
- Arbejderkvinder og Kvindearbejde i København ca. 1870-1906. Speciale fra Historisk Institut, Aarhus Universitet 1979 (Aalborg Universitetsforlag 1980) ISBN 87 7307 056 4

- Viljens Styrke. Natalie Zahle - en biografi om køn, dannelse og magtfuldkommenhed (Gyldendal 1992) ISBN 87-00-30636-3
- Zahle. At vække sjælen (Gyldendal 2001) ISBN 87-02-00393-7
- Uden omsvøb. Et portræt af Bodil Koch (Gyldendal 2007) ISBN 978-87-02-05970-0
- Den farlige biografi (Fund og Forskning, bind 51, 2012) ISBN 978 87 7023 093 3
- Ind i biografien (Gyldendal 2015) ISBN 978-87-02-17118-1
- Argumenter mod Kvinder (Strandberg Publishing 2018) ISBN 978-87-93604-18-6
- Mod sædvane. En fortælling om at skabe liv (Strandberg Publishing 2022) ISBN 978 87 92949 98 1

## Priser og hædersbevisninger
- 2008 - KRAKA-prisen[2]
- 2014 - Den faglitterære pris[3]
- 2017 - Statens Kunstfonds Arbejdslegat[4]
- 2020 - Rosenkjærprisen[5]
- 2020 - Holbergmedaljen[6]
- 2023 - Erik Kjersgaard Prisen (nomineret)[7]